# Landkreis Aschaffenburg
Landkreis Aschaffenburg is een Landkreis in de Duitse deelstaat Beieren. De Landkreis telt 174.658 inwoners (31 december 2020) op een oppervlakte van 699,34 km². Het bestuur zetelt in de stad Aschaffenburg, die als kreisfreie Stadt zelf geen deel uitmaakt van de Landkreis.

## Indeling
In Landkreis Aschaffenburg ligt slechts één stad. Bij de overigen 31 gemeenten zijn er 6 die het predicaat Markt dragen. Daarnaast kent de Landkreis 10 gebieden die niet bij een gemeente zijn ingedeeld.
Stad
- Alzenau

Märkte
1. Goldbach
2. Großostheim
3. Hösbach
4. Mömbris
5. Schöllkrippen
6. Stockstadt am Main

Overige gemeenten
1. Bessenbach
2. Blankenbach
3. Dammbach
4. Geiselbach
5. Glattbach
6. Haibach
7. Heigenbrücken
8. Heimbuchenthal
9. Heinrichsthal
10. Johannesberg
11. Kahl am Main
12. Karlstein am Main
13. Kleinkahl
14. Kleinostheim
15. Krombach
16. Laufach
17. Mainaschaff
18. Mespelbrunn
19. Rothenbuch
20. Sailauf
21. Sommerkahl
22. Waldaschaff
23. Weibersbrunn
24. Westerngrund
25. Wiesen

Niet gemeentelijk ingedeeld (208,53 km², onbewoond)
1. Forst Hain im Spessart (21,10 km²)
2. Geiselbacher Forst (4,23 km²)
3. Heinrichsthaler Forst (26,76 km²)
4. Huckelheimer Wald (6,74 km²)
5. Rohrbrunner Forst (39,05 km²)
6. Rothenbucher Forst (34,89 km²)
7. Sailaufer Forst (14,36 km²)
8. Schöllkrippener Forst (18,09 km²)
9. Waldaschaffer Forst (23,12 km²)
10. Wiesener Forst (20,19 km²)

Aichach-Friedberg · Altötting · Amberg · Amberg-Sulzbach · Ansbach (stad) · Landkreis Ansbach · Aschaffenburg (stad) · Landkreis Aschaffenburg · Augsburg (stad) · Landkreis Augsburg · Bad Kissingen · Bad Tölz-Wolfratshausen · Bamberg (stad) · Landkreis Bamberg · Bayreuth (stad) · Landkreis Bayreuth · Berchtesgadener Land · Cham · Coburg (stad) · Landkreis Coburg · Dachau · Deggendorf · Dillingen an der Donau · Dingolfing Landau · Donau-Ries · Ebersberg · Eichstätt · Erding · Erlangen · Erlangen-Höchstadt · Forchheim · Freising · Feyung-Grafenau · Fürstenfeldbruck · Fürth (stad) · Landkreis Fürth · Garmisch-Partenkirchen · Günzburg · Haßberge · Hof (stad) · Landkreis Hof · Ingolstadt · Kaufbeuren · Kelheim · Kempten im Allgäu · Kitzingen · Kronach · Kulmbach · Landsberg am Lech · Landshut (stad) · Landkreis Landshut · Lichtenfels · Lindau · Main-Spessart · Memmingen · Miesbach · Miltenberg · Mühldorf am Inn · München · Landkreis München · Neuburg-Schrobenhausen · Neumarkt in der Oberpfalz · Neurenberg · Neustadt an der Aisch-Bad Windsheim · Neustadt an der Waldnaab · Neu-Ulm · Nürnberger Land · Oberallgäu · Ostallgäu · Passau (stad) · Landkreis Passau · Pfaffenhofen an der Ilm · Regen · Regensburg (stad) · Landkreis Regensburg · Rhön-Grabfeld · Rosenheim (stad) · Landkreis Rosenheim · Roth · Rottal-Inn · Schwabach · Schwandorf · Schweinfurt (stad) · Landkreis Schweinfurt · Starnberg · Straubing · Straubing-Bogen · Tirschenreuth · Traunstein · Unterallgäu · Weiden in der Oberpfalz · Weilheim-Schongau · Weißenburg-Gunzenhausen · Wunsiedel im Fichtelgebirge · Würzburg (stad) · Landkreis Würzburg
Alzenau in Unterfranken ·
Bessenbach ·
Blankenbach ·
Dammbach ·
Geiselbach ·
Glattbach ·
Goldbach ·
Großostheim ·
Haibach ·
Heigenbrücken ·
Heimbuchenthal ·
Heinrichsthal ·
Hösbach ·
Johannesberg ·
Kahl am Main ·
Karlstein am Main ·
Kleinkahl ·
Kleinostheim ·
Krombach ·
Laufach ·
Mainaschaff ·
Mespelbrunn ·
Mömbris ·
Rothenbuch ·
Sailauf ·
Schöllkrippen ·
Sommerkahl ·
Stockstadt am Main ·
Waldaschaff ·
Weibersbrunn ·
Westerngrund ·
Wiesen